# Solid South
Solid South (let. "Sud compatto, unanime, solido") si riferisce al periodo di forte supporto elettorale da parte dell'elettorato degli Stati Uniti meridionali per il Partito Democratico, in un periodo di quasi un secolo andante dal 1877, fine dell'era della ricostruzione, al 1964, con lo sviluppo dei movimenti di massa per i diritti civili degli afroamericani.
Proprio in riferimento a questa caratteristica che contraddistingueva la regione dai territori del Nord, il termine era anche utilizzato per indicare la stabilità e unità sociale e culturale del Sud.
Il Partito Democratico fu il principale veicolo della segregazione razziale nel Sud durante il periodo di pieno controllo di bianchi americani del partito, le cui primarie significavano una sicura elezione nella maggior parte delle regioni meridionali. 
A partire dagli anni 1950, l'aperto sostegno dei presidenti del Partito Democratico al movimento per i diritti civili degli afroamericani gli fece perdere il sostegno di molti elettori bianchi al Sud, e fu possibile al Partito Repubblicano adottare la cosiddetta "Strategia sudista" per raccogliere i voti dei bianchi tradizionalisti, diventando infine il partito predominante al Sud.

## Storia

### Nixon e la Strategia sudista
Nixon vinse le elezioni del 1968 con uno scarto molto basso, ed intuì la maggior importanza che avrebbe rivestito la cintura del sole. Siamo in un periodo in cui inizia la crisi economica, le industrie iniziano a delocalizzarsi dalla cintura della ruggine (comprendeva gli stati del New England e del Medio Ovest) per localizzarle negli Stati del vecchio sud – Alabama, Carolina del Nord, Florida –  poiché la manodopera costa meno. Nixon cerca (anche in relazione alla sua provenienza californiana) di farsi portavoce di tutti questi Stati, in particolare per accaparrarsi consensi elettorali per il '72.